# 6577 Torbenwolff
6577 Torbenwolff este o planetă minoră (asteroid) din centura de asteroizi. A fost descoperită pe 7 noiembrie 1978 la Observatorul Palomar de Eleanor F. Helin și a fost numită după Torben Wolff⁠(d). 
Obiectul prezintă o orbită caracterizată de o semiaxă mare de 2,3272806 UAi, o excentricitate de 0,2, o înclinație de 23,67959 ° în raport cu ecliptica.